# Hansens typehus
Hansens typehus er en dansk dokumentarfilm fra 1964 med instruktion og manuskript af Tørk Haxthausen.

## Handling
Filmen gør på en overskuelig måde rede for de fordele, der i mange tilfælde ligger i at vælge et gennemarbejdet typehus, hvis man bestemmer sig for at bygge eget hus.